# Mariano Navone
Mariano Navone (* 27. února 2001 Nueve de Julio, Buenos Aires) je argentinský profesionální tenista. Ve své dosavadní kariéře na okruhu ATP Tour nevyhrál žádný turnaj. Na challengerech ATP a okruhu ITF získal šest titulů ve dvouhře a tři ve čtyřhře.
Na žebříčku ATP byl ve dvouhře nejvýše klasifikován v červnu 2024 na 29. místě a ve čtyřhře v červnu 2025 na 140. místě. Trénuje ho Andres Dellatorre.

## Tenisová kariéra
Na okruhu ATP Tour debutoval ve 22 letech na argentinském Córdoba Open 2024. Z pozice 118. hráče žebříčku od pořadatelů obdržel divokou kartu. Přestože vyhrál úvodní sadu nad Španělem z šesté desítky Robertem Carballésem Baenou, po ztrátě dalších dvou soutěž opustil. Navazující únorový týden prošel z kvalifikace přes Mouteta a Meligeniho Alvese do dvouhry Argentina Open 2024. Jen tři gamy však získal na Itala z osmé světové desítky Luciana Darderiho.

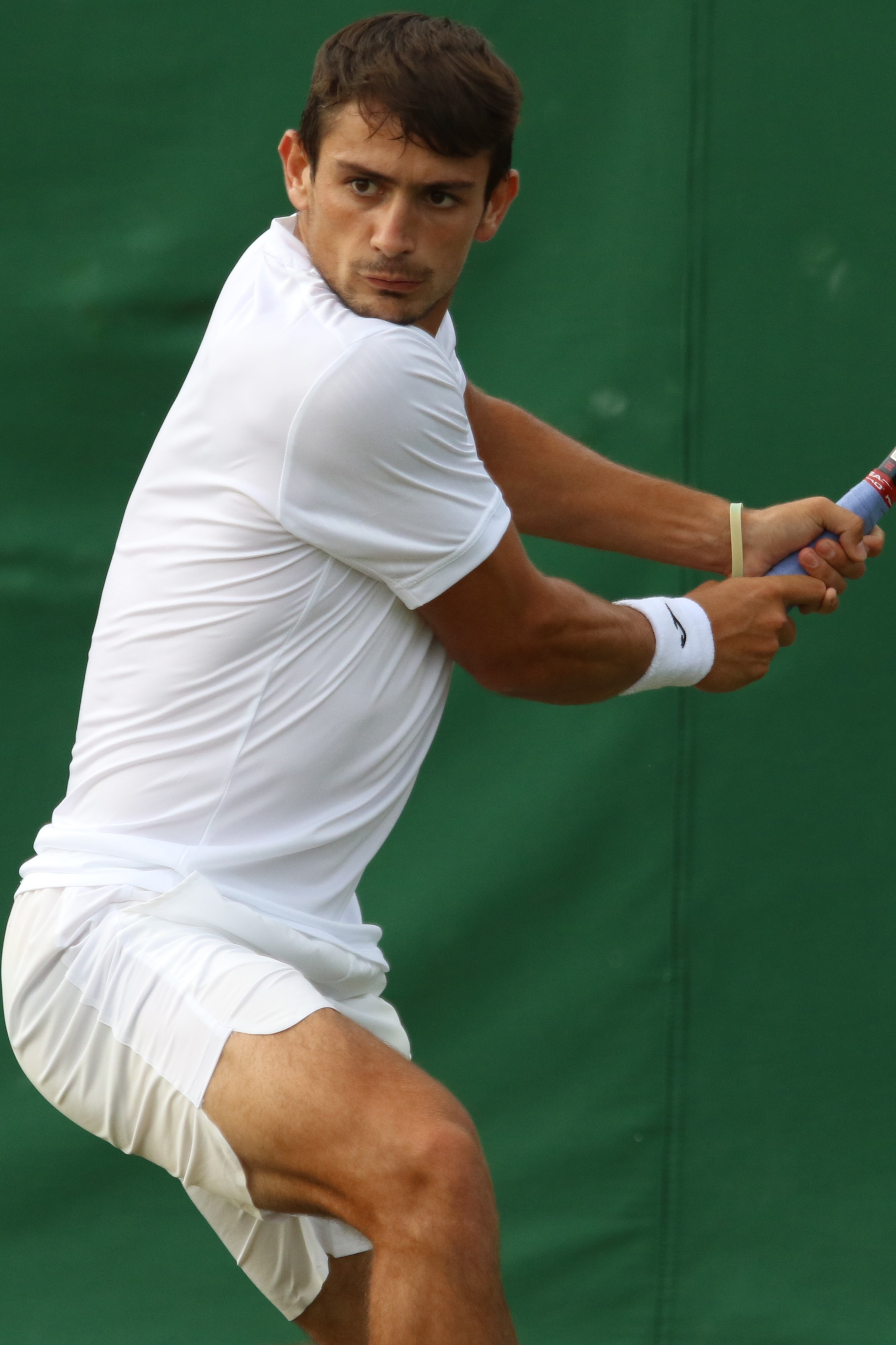
Bekhend v kvalifikaci Wimbledonu 2023

Bez vyhraného zápasu na túře ATP přijel na únorový Rio Open 2024. V brazilském Riu de Janeiru zvítězil, včetně dvou kvalifikačních duelů, v šesti utkáních za sebou a dosáhl tak první čtvrtfinálové, semifinálové i finálové účasti. Do souboje o titul prošel přes dvacátého třetího muže klasifikace, Brita Camerona Norrieho, čímž si připsal první výhru nad členem světové padesátky. V rámci kategorie ATP 500 se stal jedenáctým tenistou, který postoupil do finále z kvalifikační soutěže a prvním kvalifikantem ve finále od Jiřího Veselého v Dubaji 2022. V závěrečném duelu nestačil na krajana a světovou třicítku Sebastiána Báeze, s nímž uhrál tři gamy. Po skončení debutoval v první stovce žebříčku, když se 26. února 2024 posunul o padesát tři příček výše, na 60. místo. Druhé kariérní semifinále si zahrál na marrákešském Grand Prix Hassan II 2024, kde jej nezastavili Stan Wawrinka ani Australan Aleksandar Vukic. Mezi poslední čtveřicí podlehl příslušníku druhé světové stovky Matteu Berrettinimu, vracejícímu se na okruh, po třísetovém průběhu. V následném vydání klasifikace z 8. dubna figuroval poprvé na 51. příčce. 
Do druhého finále na túře ATP se probojoval na obnoveném Țiriac Open 2024 v Bukurešti. Úvodní vítězství nad  Darderim mu zajistilo debutový průnik do Top 50. Ve čtvrtfinále podruhé porazil člena ze světové třicítky, dvacátého prvního v pořadí a nejvýše nasazeného krajana Francisca Cerúndola.  Přes Francouze z druhé stovky Grégoira Barrèreho prošel do souboje o titul, v němž nestačil na o devět let staršího Maďara Mártona Fucsovicse. Po skončení mu patřila 41. pozice. Sezónu přitom zahájil až na 125. místě.
Do série Masters premiérově zasáhl na dubnovém Mutua Madrid Open 2024. Po zvládnutém vstupu do antukového turnaje s Australanem z konce elitní padesátky Alexeiem Popyrinyem, jeho cestu ukončila v třísetové bitvě dánská světová dvanáctka Holger Rune. Po zisku úvodní sady přitom ve druhé za stavu 6–5 podával na vítězství. V gamu se však dopustil dvou dvojchyb a Dán si ztracený servis vzal zpět.
V grandslamových kvalifikacích French Open 2023, Wimbledonu 2023, US Open 2023 i Australian Open 2024 nepřešel první kolo.  Debut v hlavní soutěži majoru si zajistil na French Open 2024, kde byl i poprvé na grandslamu nasazen. Přes Španěla Pabla Carreña Bustu prošel do druhého kola. V něm podlehl po pětisetové bitvě Tomáši Macháčovi. Po skončení debutoval v první světové třicítce, když mu 10. června 2024 patřila 29. příčka.

## Finále na okruhu ATP Tour

### Dvouhra: 2 (0–2)
| Legenda                   |
| ------------------------- |
| Grand Slam (0)            |
| Turnaj mistrů (0)         |
| ATP Tour Masters 1000 (0) |
| ATP Tour 500 (0–1)        |
| ATP Tour 250 (0–1)        |

| Stav      | č. | datum      | turnaj                   | povrch | soupeř ve finále | výsledek |
| --------- | -- | ---------- | ------------------------ | ------ | ---------------- | -------- |
| Finalista | 1. | únor 2024  | Rio de Janeiro, Brazílie | antuka | Sebastián Báez   | 2–6, 1–6 |
| Finalista | 2. | duben 2024 | Bukurešť, Rumunsko       | antuka | Márton Fucsovics | 4–6, 5–7 |

## Tituly na challengerech ATP a okruhu ITF
| Legenda                  |
| ------------------------ |
| D – dvouhra; Č – čtyřhra |
| Challengery (6 D; 0 Č)   |
| ITF (0 D; 3 Č)           |

### Dvouhra (6 titulů)
| Č. | datum         | turnaj                           | povrch | poražený finalista    | výsledek      |
| -- | ------------- | -------------------------------- | ------ | --------------------- | ------------- |
| 1. | červen 2023   | Poznaň, Polsko                   | antuka | Tomás Barrios Vera    | 7–5, 6–3      |
| 2. | červenec 2023 | Santa Fe, Argentina              | antuka | Adolfo Daniel Vallejo | 6–2, 6–4      |
| 3. | září 2023     | Santa Cruz de la Sierra, Bolívie | antuka | Francisco Comesaña    | 4–6, 7–5, 6–1 |
| 4. | říjen 2023    | Buenos Aires, Argentina          | antuka | Federico Coria        | 2–6, 6–3, 6–4 |
| 5. | říjen 2023    | Santa Fe, Argentina              | antuka | Andrea Pellegrino     | 3–6, 6–2, 6–3 |
| 6. | květen 2024   | Cagliari, Itálie                 | antuka | Lorenzo Musetti       | 7–5, 6–1      |

### Čtyřhra (3 tituly)
| Č. | datum      | turnaj             | povrch | spoluhráč                     | poražení finalisté              | výsledek         |
| -- | ---------- | ------------------ | ------ | ----------------------------- | ------------------------------- | ---------------- |
| 1. | září 2021  | Žilina, Slovensko  | antuka | Francesco Vilardo             | Jan Jermář Štěpán Pecák         | 4–6, 6–1, [10–7] |
| 2. | září 2021  | Ulcinj, Černá Hora | antuka | Alejo Lorenzo Lingua Lavallén | Jegor Agafonov Daniel Ibragimov | 6–3, 6–2         |
| 3. | srpen 2022 | Agádír, Maroko     | antuka | Álvaro López San Martín       | Nico Hornitschek Jimmy Yang     | 3–6, 6–4, [10–5] |